# Kapitanowie regenci San Marino
Lista kapitanów regentów San Marino od 1900 roku. Wybierani są od 1243 roku na sześciomiesięczną kadencję parami przez Radę Generalną San Marino. Pełnią funkcję głowy państwa. Kadencja rozpoczyna się 1 kwietnia oraz 1 października każdego roku.
| Rok  | Semestr         | Kapitan regent                                                                     | Kapitan regent                                                                     |
| ---- | --------------- | ---------------------------------------------------------------------------------- | ---------------------------------------------------------------------------------- |
| 1900 | kwiecień        | Domenico Fattori                                                                   | Antonio Righi                                                                      |
| 1900 | październik     | Giovanni Bonelli                                                                   | Pietro Ugolini                                                                     |
| 1901 | kwiecień        | Luigi Tonnini                                                                      | Marino Nicolini                                                                    |
| 1901 | październik     | Antonio Belluzzi                                                                   | Pasquale Busignani                                                                 |
| 1902 | kwiecień        | Onofrio Fattori                                                                    | Egidio Ceccoli                                                                     |
| 1902 | październik     | Gemino Gozi                                                                        | Giacomo Marcucci                                                                   |
| 1903 | kwiecień        | Federico Gozi                                                                      | Nullo Balducci                                                                     |
| 1903 | październik     | Marino Borbiconi                                                                   | Francesco Marcucci                                                                 |
| 1904 | kwiecień        | Menetto Bonelli                                                                    | Vincenzo Mularoni                                                                  |
| 1904 | październik     | Luigi Tonnini                                                                      | Gustavo Babboni                                                                    |
| 1905 | kwiecień        | Antonio Belluzzi                                                                   | Pasquale Busignani                                                                 |
| 1905 | październik     | Onofrio Fattori                                                                    | Piermatteo Carattoni                                                               |
| 1906 | kwiecień        | Giovanni Belluzzi                                                                  | Pietro Francini                                                                    |
| 1906 | październik     | Alfredo Reffi                                                                      | Giovanni Arzilli                                                                   |
| 1907 | kwiecień        | Ciro Belluzzi                                                                      | Francesco Pasquali                                                                 |
| 1907 | październik     | Giuseppe Angeli                                                                    | Francesco Valli                                                                    |
| 1908 | kwiecień        | Menetto Bonelli                                                                    | Gustavo Babboni                                                                    |
| 1908 | październik     | Olinto Amati                                                                       | Raffaele Michetti                                                                  |
| 1909 | kwiecień        | Luigi Tonnini                                                                      | Domenico Suzzi Valli                                                               |
| 1909 | październik     | Marino Borbiconi                                                                   | Giacomo Marcucci                                                                   |
| 1910 | kwiecień        | Alfredo Reffi                                                                      | Giovanni Arzilli                                                                   |
| 1910 | październik     | Giovanni Belluzzi                                                                  | Luigi Lonfernini                                                                   |
| 1911 | kwiecień        | Moro Morri                                                                         | Cesare Stacchini                                                                   |
| 1911 | październik     | Onofrio Fattori                                                                    | Angelo Manzoni Borghesi                                                            |
| 1912 | kwiecień        | Gustavo Babboni                                                                    | Francesco Pasquali                                                                 |
| 1912 | październik     | Menetto Bonelli                                                                    | Vincenzo Marcucci                                                                  |
| 1913 | kwiecień        | Giuseppe Angeli                                                                    | Ignazio Grazia                                                                     |
| 1913 | październik     | Cirro Belluzzi                                                                     | Domenico Suzzi Valli                                                               |
| 1914 | kwiecień        | Domenico Fattori                                                                   | Ferruccio Martelli                                                                 |
| 1914 | październik     | Olinto Amati                                                                       | Cesare Stacchini                                                                   |
| 1915 | kwiecień        | Moro Morri                                                                         | Antonio Burgagni                                                                   |
| 1915 | październik     | Alfredo Reffi                                                                      | Luigi Lonfernini                                                                   |
| 1916 | kwiecień        | Onofrio Fattori                                                                    | Ciro Francini                                                                      |
| 1916 | październik     | Gustavo Babboni                                                                    | Giovanni Arzilli                                                                   |
| 1917 | kwiecień        | Egisto Morri                                                                       | Vincenzo Marcucci                                                                  |
| 1917 | październik     | Angelo Manzoni Borghesi                                                            | Giuseppe Balducci                                                                  |
| 1918 | kwiecień        | Ferruccio Martelli                                                                 | Ermenegildo Mularoni                                                               |
| 1918 | październik     | Protogene Belloni                                                                  | Francesco Morri                                                                    |
| 1919 | kwiecień        | Domenico Vicini                                                                    | Pietro Suzzi Valli                                                                 |
| 1919 | październik     | Moro Morri                                                                         | Francesco Pasquali                                                                 |
| 1920 | kwiecień        | Marino Rossi                                                                       | Ciro Francini                                                                      |
| 1920 | 5 grudnia       | Carlo Balsimelli                                                                   | Simone Michelotti                                                                  |
| 1921 | kwiecień        | Marino Della Balda                                                                 | Vincenzo Francini                                                                  |
| 1921 | październik     | Egisto Morri                                                                       | Giuseppe Lanci                                                                     |
| 1922 | kwiecień        | Eugenio Reffi                                                                      | Giovanni Arzilli                                                                   |
| 1922 | październik     | Onofrio Fattori                                                                    | Giuseppe Balducci                                                                  |
| 1923 | kwiecień        | Giuliano Gozi                                                                      | Filippo Mularoni                                                                   |
| 1923 | październik     | Marino Borbiconi                                                                   | Mario Michetti                                                                     |
| 1924 | kwiecień        | Angelo Manzoni Borghesi                                                            | Francesco Mularoni                                                                 |
| 1924 | październik     | Francesco Morri                                                                    | Girolamo Gozi                                                                      |
| 1925 | kwiecień        | Marino Fattori                                                                     | Augusto Mularoni                                                                   |
| 1925 | październik     | Valerio Pasquali                                                                   | Marco Marcucci                                                                     |
| 1926 | kwiecień        | Manlio Gozi                                                                        | Giuseppe Mularoni                                                                  |
| 1926 | październik     | Giuliano Gozi                                                                      | Ruggero Morri                                                                      |
| 1927 | kwiecień        | Gino Gozi                                                                          | Marino Morri                                                                       |
| 1927 | październik     | Marino Rossi                                                                       | Nelson Burgagni                                                                    |
| 1928 | kwiecień        | Domenico Suzzi Valli                                                               | Francesco Pasquali                                                                 |
| 1928 | październik     | Francesco Morri                                                                    | Melchiorre Filippi                                                                 |
| 1929 | kwiecień        | Girolamo Gozi                                                                      | Filippo Mularoni                                                                   |
| 1929 | październik     | Ezio Balducci                                                                      | Aldo Busignani                                                                     |
| 1930 | kwiecień        | Manlio Gozi                                                                        | Marino Lonfernini (zm. 10 września, zastąpiony 16 września przez Turiddu Foschi)   |
| 1930 | październik     | Valerio Pasquali                                                                   | Gino Ceccoli                                                                       |
| 1931 | kwiecień        | Angelo Manzoni Borghesi                                                            | Francesco Mularoni                                                                 |
| 1931 | październik     | Domenico Suzzi Valli                                                               | Marino Morri                                                                       |
| 1932 | kwiecień        | Giuliano Gozi                                                                      | Pompeo Righi                                                                       |
| 1932 | październik     | Gino Gozi                                                                          | Ruggero Morri                                                                      |
| 1933 | kwiecień        | Francesco Morri                                                                    | Settimio Belluzzi                                                                  |
| 1933 | październik     | Carlo Balsimelli                                                                   | Melchiorre Filippi                                                                 |
| 1934 | kwiecień        | Marino Rossi                                                                       | Giovanni Lonfernini                                                                |
| 1934 | październik     | Angelo Manzoni Borghesi                                                            | Marino Michelotti                                                                  |
| 1935 | kwiecień        | Federico Gozi                                                                      | Salvatore Foschi                                                                   |
| 1935 | październik     | Pompeo Righi                                                                       | Marino Morri                                                                       |
| 1936 | kwiecień        | Gino Gozi                                                                          | Ruggero Morri                                                                      |
| 1936 | październik     | Francesco Morri                                                                    | Gino Ceccoli                                                                       |
| 1937 | kwiecień        | Giuliano Gozi                                                                      | Settimio Belluzzi                                                                  |
| 1937 | październik     | Marino Rossi                                                                       | Giovanni Lonfernini                                                                |
| 1938 | kwiecień        | Manlio Gozi                                                                        | Luigi Mularoni                                                                     |
| 1938 | październik     | Carlo Balsimelli                                                                   | Celio Gozi                                                                         |
| 1939 | kwiecień        | Pompeo Righi                                                                       | Marino Morri                                                                       |
| 1939 | październik     | Marino Michelotti                                                                  | Orlando Reffi                                                                      |
| 1940 | kwiecień        | Angelo Manzoni Borghesi                                                            | Filippo Mularoni                                                                   |
| 1940 | październik     | Federico Gozi                                                                      | Salvatore Foschi                                                                   |
| 1941 | kwiecień        | Gino Gozi                                                                          | Secondo Menicucci                                                                  |
| 1941 | październik     | Giuliano Gozi                                                                      | Giovanni Lonfernini                                                                |
| 1942 | kwiecień        | Settimio Belluzzi                                                                  | Celio Gozi                                                                         |
| 1942 | październik     | Carlo Balsimelli                                                                   | Renato Martelli                                                                    |
| 1943 | kwiecień        | Marino Michelotti                                                                  | Bartolomeo Manzoni Borghesi                                                        |
| 1943 | październik     | Marino Della Balda                                                                 | Sante Lonfernini                                                                   |
| 1944 | kwiecień        | Francesco Balsimelli                                                               | Sanzio Valentini                                                                   |
| 1944 | październik     | Teodoro Lonfernini                                                                 | Leonida Suzzi Valli                                                                |
| 1945 | kwiecień        | Alvaro Casali                                                                      | Vittorio Valentini                                                                 |
| 1945 | październik     | Ferruccio Martelli                                                                 | Secondo Fiorini                                                                    |
| 1946 | kwiecień        | Giuseppe Forcellini                                                                | Vincenzo Pedini                                                                    |
| 1946 | październik     | Filippo Martelli                                                                   | Luigi Montironi                                                                    |
| 1947 | kwiecień        | Marino Della Balda                                                                 | Luigi Zafferani                                                                    |
| 1947 | październik     | Domenico Forcellini                                                                | Mariano Ceccoli                                                                    |
| 1948 | kwiecień        | Arnaldo Para                                                                       | Giuseppe Renzi                                                                     |
| 1948 | październik     | Giordano Giacomini                                                                 | Domenico Tomassoni                                                                 |
| 1949 | kwiecień        | Ferruccio Martelli                                                                 | Primo Bugli                                                                        |
| 1949 | październik     | Vincenzo Pedini                                                                    | Agostino Biordi                                                                    |
| 1950 | kwiecień        | Giuseppe Forcellini                                                                | Primo Taddei                                                                       |
| 1950 | październik     | Marino Della Balda                                                                 | Luigi Montironi                                                                    |
| 1951 | kwiecień        | Alvaro Casali                                                                      | Romolo Giacomini                                                                   |
| 1951 | październik     | Domenico Forcellini                                                                | Giovanni Terenzi                                                                   |
| 1952 | kwiecień        | Domenico Morganti                                                                  | Mariano Ceccoli                                                                    |
| 1952 | październik     | Arnaldo Para                                                                       | Eugenio Bernardini                                                                 |
| 1953 | kwiecień        | Vincenzo Pedini                                                                    | Alberto Reffi                                                                      |
| 1953 | październik     | Giordano Giacomini                                                                 | Giuseppe Renzi                                                                     |
| 1954 | kwiecień        | Giuseppe Forcellini                                                                | Secondo Fiorini                                                                    |
| 1954 | październik     | Agostino Giacomini                                                                 | Luigi Montironi                                                                    |
| 1955 | kwiecień        | Domenico Forcellini                                                                | Vittorio Meloni                                                                    |
| 1955 | październik     | Primo Bugli                                                                        | Giuseppe Maiani                                                                    |
| 1956 | kwiecień        | Mario Nanni                                                                        | Enrico Andreoli                                                                    |
| 1956 | październik     | Mariano Ceccoli                                                                    | Eugenio Bernardini                                                                 |
| 1957 | kwiecień        | Giordano Giacomini                                                                 | Primo Marani                                                                       |
| 1957 | 10 października | Rząd: Federico Bigi, Alvaro Casali, Pietro Giancecchi, Zaccaria Giovanni Savoretti | Rząd: Federico Bigi, Alvaro Casali, Pietro Giancecchi, Zaccaria Giovanni Savoretti |
| 1957 | 27 października | Marino Valdes Franciosi                                                            | Federico Micheloni                                                                 |
| 1958 | kwiecień        | Zaccaria Giovanni Savoretti                                                        | Stelio Montironi                                                                   |
| 1958 | październik     | Domenico Forcellini                                                                | Pietro Reffi                                                                       |
| 1959 | kwiecień        | Marino Benedetto Belluzzi                                                          | Agostino Biordi                                                                    |
| 1959 | październik     | Giuseppe Forcellini                                                                | Ferruccio Piva                                                                     |
| 1960 | kwiecień        | Alvaro Casali                                                                      | Gino Vannucci                                                                      |
| 1960 | październik     | Eugenio Reffi                                                                      | Pietro Giancecchi                                                                  |
| 1961 | kwiecień        | Federico Micheloni                                                                 | Giancarlo Ghironzi                                                                 |
| 1961 | październik     | Giovanni Vito Marcucci                                                             | Pio Galassi                                                                        |
| 1962 | kwiecień        | Domenico Forcellini                                                                | Francesco Valli                                                                    |
| 1962 | październik     | Antonio Maria Morganti                                                             | Agostino Biordi                                                                    |
| 1963 | kwiecień        | Leonida Suzzi Valli                                                                | Stelio Montironi                                                                   |
| 1963 | październik     | Giovan Luigi Franciosi                                                             | Domenico Bollini                                                                   |
| 1964 | kwiecień        | Marino Benedetto Belluzzi                                                          | Eusebio Reffi                                                                      |
| 1964 | październik     | Giuseppe Micheloni                                                                 | Pier Marino Mularoni                                                               |
| 1965 | kwiecień        | Ferruccio Piva                                                                     | Federico Carattoni                                                                 |
| 1965 | październik     | Alvaro Casali                                                                      | Pietro Reffi                                                                       |
| 1966 | kwiecień        | Francesco Valli                                                                    | Emilio Della Balda                                                                 |
| 1966 | październik     | Giovanni Vito Marcucci                                                             | Francesco Maria Francini                                                           |
| 1967 | kwiecień        | Vittorio Rossini                                                                   | Alberto Lonfernini                                                                 |
| 1967 | październik     | Domenico Forcellini                                                                | Romano Michelotti                                                                  |
| 1968 | kwiecień        | Marino Benedetto Belluzzi                                                          | Dante Rossi                                                                        |
| 1968 | październik     | Pietro Giancecchi                                                                  | Aldo Zavoli                                                                        |
| 1969 | kwiecień        | Ferruccio Piva                                                                     | Stelio Montironi                                                                   |
| 1969 | październik     | Alvaro Casali                                                                      | Giancarlo Ghironzi                                                                 |
| 1970 | kwiecień        | Francesco Valli                                                                    | Eusebio Reffi                                                                      |
| 1970 | październik     | Simone Rossini                                                                     | Giuseppe Lonfernini                                                                |
| 1971 | kwiecień        | Luigi Lonfernini                                                                   | Attilio Montanari                                                                  |
| 1971 | październik     | Federico Carattoni                                                                 | Marino Vagnetti                                                                    |
| 1972 | kwiecień        | Marino Benedetto Belluzzi                                                          | Giuseppe Micheloni                                                                 |
| 1972 | październik     | Rosolino Martelli                                                                  | Bruno Casali                                                                       |
| 1973 | kwiecień        | Francesco Maria Francini                                                           | Primo Bugli                                                                        |
| 1973 | październik     | Antonio Lazzaro Volpinari                                                          | Giovan Luigi Franciosi                                                             |
| 1974 | kwiecień        | Ferruccio Piva                                                                     | Giordano Bruno Reffi                                                               |
| 1974 | październik     | Francesco Valli                                                                    | Enrico Andreoli                                                                    |
| 1975 | kwiecień        | Alberto Cecchetti                                                                  | Michele Righi                                                                      |
| 1975 | październik     | Giovanni Vito Marcucci                                                             | Giuseppe Della Balda                                                               |
| 1976 | kwiecień        | Clelio Galassi                                                                     | Marino Venturini                                                                   |
| 1976 | październik     | Primo Bugli                                                                        | Virgilio Cardelli                                                                  |
| 1977 | kwiecień        | Alberto Lonfernini                                                                 | Antonio Lazzaro Volpinari                                                          |
| 1977 | październik     | Giordano Bruno Reffi                                                               | Tito Masi                                                                          |
| 1978 | kwiecień        | Francesco Valli                                                                    | Enrico Andreoli                                                                    |
| 1978 | październik     | Ermenegildo Gasperoni                                                              | Adriano Reffi                                                                      |
| 1979 | kwiecień        | Marino Bollini                                                                     | Lino Celli                                                                         |
| 1979 | październik     | Giuseppe Amici                                                                     | Germano De Biagi                                                                   |
| 1980 | kwiecień        | Pietro Chiaruzzi                                                                   | Primo Marani                                                                       |
| 1980 | październik     | Giancarlo Berardi                                                                  | Rossano Zafferani                                                                  |
| 1981 | kwiecień        | Gastone Pasolini                                                                   | Maria Lea Pedini Angelini                                                          |
| 1981 | październik     | Mario Rossi                                                                        | Ubaldo Biordi                                                                      |
| 1982 | kwiecień        | Giuseppe Maiani                                                                    | Marino Venturini                                                                   |
| 1982 | październik     | Libero Barulli                                                                     | Maurizio Gobbi                                                                     |
| 1983 | kwiecień        | Adriano Reffi                                                                      | Massimo Roberto Rossini                                                            |
| 1983 | październik     | Renzo Renzi                                                                        | Germano De Biagi                                                                   |
| 1984 | kwiecień        | Gloriana Ranocchini                                                                | Giorgio Crescentini                                                                |
| 1984 | październik     | Marino Bollini                                                                     | Giuseppe Amici                                                                     |
| 1985 | kwiecień        | Enzo Colombini                                                                     | Severiano Tura                                                                     |
| 1985 | październik     | Pier Paolo Gasperoni                                                               | Ubaldo Biordi                                                                      |
| 1986 | kwiecień        | Marino Venturini                                                                   | Ariosto Maiani                                                                     |
| 1986 | październik     | Giuseppe Arzilli                                                                   | Maurizio Tomassoni                                                                 |
| 1987 | kwiecień        | Renzo Renzi                                                                        | Carlo Franciosi                                                                    |
| 1987 | październik     | Rossano Zafferani                                                                  | Gian Franco Terenzi                                                                |
| 1988 | kwiecień        | Umberto Barulli                                                                    | Rosolino Martelli                                                                  |
| 1988 | październik     | Luciano Cardelli                                                                   | Reves Salvatori                                                                    |
| 1989 | kwiecień        | Mauro Fiorini                                                                      | Marino Vagnetti                                                                    |
| 1989 | październik     | Gloriana Ranocchini                                                                | Leo Achilli                                                                        |
| 1990 | kwiecień        | Adalmiro Bartolini                                                                 | Ottaviano Rossi                                                                    |
| 1990 | październik     | Cesare Gasperoni                                                                   | Roberto Bucci                                                                      |
| 1991 | kwiecień        | Domenico Bernardini                                                                | Claudio Podeschi                                                                   |
| 1991 | październik     | Edda Ceccoli                                                                       | Marino Riccardi                                                                    |
| 1992 | kwiecień        | Germano De Biagi                                                                   | Ernesto Benedettini                                                                |
| 1992 | październik     | Romeo Morri                                                                        | Marino Zanotti                                                                     |
| 1993 | kwiecień        | Patrizia Busignani                                                                 | Salvatore Tonelli                                                                  |
| 1993 | październik     | Gian Luigi Berti                                                                   | Paride Andreoli                                                                    |
| 1994 | kwiecień        | Alberto Cecchetti                                                                  | Fausto Mularoni                                                                    |
| 1994 | październik     | Renzo Ghiotti                                                                      | Luciano Ciavatta                                                                   |
| 1995 | kwiecień        | Marino Bollini                                                                     | Settimio Lonfernini                                                                |
| 1995 | październik     | Pier Natalino Mularoni                                                             | Marino Venturini                                                                   |
| 1996 | kwiecień        | Pier Paolo Gasperoni                                                               | Pietro Bugli                                                                       |
| 1996 | październik     | Maurizio Rattini                                                                   | Giancarlo Venturini                                                                |
| 1997 | kwiecień        | Paride Andreoli                                                                    | Pier Marino Mularoni                                                               |
| 1997 | październik     | Luigi Mazza                                                                        | Marino Zanotti                                                                     |
| 1998 | kwiecień        | Alberto Cecchetti                                                                  | Loris Francini                                                                     |
| 1998 | październik     | Pietro Berti                                                                       | Paolo Bollini                                                                      |
| 1999 | kwiecień        | Antonello Bacciocchi                                                               | Rosa Zafferani                                                                     |
| 1999 | październik     | Marino Bollini                                                                     | Giuseppe Arzilli                                                                   |
| 2000 | kwiecień        | Maria Domenica Michelotti                                                          | Gian Marco Marcucci                                                                |
| 2000 | październik     | Gian Franco Terenzi                                                                | Enzo Colombini                                                                     |
| 2001 | kwiecień        | Luigi Lonfernini                                                                   | Fabio Berardi                                                                      |
| 2001 | październik     | Alberto Cecchetti                                                                  | Gino Giovagnoli                                                                    |
| 2002 | kwiecień        | Antonio Lazzaro Volpinari                                                          | Giovanni Francesco Ugolini                                                         |
| 2002 | październik     | Mauro Chiaruzzi                                                                    | Giuseppe Maria Morganti                                                            |
| 2003 | kwiecień        | Pier Marino Menicucci                                                              | Giovanni Giannoni                                                                  |
| 2003 | październik     | Giovanni Lonfernini                                                                | Valeria Ciavatta                                                                   |
| 2004 | kwiecień        | Paolo Bollini                                                                      | Marino Riccardi                                                                    |
| 2004 | październik     | Giuseppe Arzilli                                                                   | Roberto Raschi                                                                     |
| 2005 | kwiecień        | Fausta Morganti                                                                    | Cesare Gasperoni                                                                   |
| 2005 | październik     | Claudio Muccioli                                                                   | Antonello Bacciocchi                                                               |
| 2006 | kwiecień        | Gian Franco Terenzi                                                                | Loris Francini                                                                     |
| 2006 | październik     | Antonio Carattoni                                                                  | Roberto Giorgetti                                                                  |
| 2007 | kwiecień        | Alessandro Rossi                                                                   | Alessandro Mancini                                                                 |
| 2007 | październik     | Alberto Selva                                                                      | Mirko Tomassoni                                                                    |
| 2008 | kwiecień        | Rosa Zafferani                                                                     | Federico Pedini Amati                                                              |
| 2008 | październik     | Assunta Meloni                                                                     | Ernesto Benedettini                                                                |
| 2009 | kwiecień        | Massimo Cenci                                                                      | Oscar Mina                                                                         |
| 2009 | październik     | Francesco Mussoni                                                                  | Stefano Palmieri                                                                   |
| 2010 | kwiecień        | Marco Conti                                                                        | Glauco Sansovini                                                                   |
| 2010 | październik     | Giovanni Francesco Ugolini                                                         | Andrea Zafferani                                                                   |
| 2011 | kwiecień        | Maria Luisa Berti                                                                  | Filippo Tamagnini                                                                  |
| 2011 | październik     | Gabriele Gatti                                                                     | Matteo Fiorini                                                                     |
| 2012 | kwiecień        | Maurizio Rattini                                                                   | Italo Righi                                                                        |
| 2012 | październik     | Teodoro Lonfernini                                                                 | Denise Bronzetti                                                                   |
| 2013 | kwiecień        | Antonella Mularoni                                                                 | Denis Amici                                                                        |
| 2013 | październik     | Anna Maria Muccioli                                                                | Gian Carlo Capicchioni                                                             |
| 2014 | kwiecień        | Valeria Ciavatta                                                                   | Luca Beccari                                                                       |
| 2014 | październik     | Gian Franco Terenzi                                                                | Guerrino Zanotti                                                                   |
| 2015 | kwiecień        | Andrea Belluzzi                                                                    | Roberto Venturini                                                                  |
| 2015 | październik     | Lorella Stefanelli                                                                 | Nicola Renzi                                                                       |
| 2016 | kwiecień        | Massimo Ugolini                                                                    | Gian Nicola Berti                                                                  |
| 2016 | październik     | Marino Riccardi                                                                    | Fabio Berardi                                                                      |
| 2017 | kwiecień        | Mimma Zavoli                                                                       | Vanessa D’Ambrosio                                                                 |
| 2017 | październik     | Matteo Fiorini                                                                     | Enrico Carattoni                                                                   |
| 2018 | kwiecień        | Matteo Ciacci                                                                      | Stefano Palmieri                                                                   |
| 2018 | październik     | Luca Santolini                                                                     | Mirko Tomassoni                                                                    |
| 2019 | kwiecień        | Nicola Selva                                                                       | Michele Muratori                                                                   |
| 2019 | październik     | Luca Boschi                                                                        | Mariella Mularoni                                                                  |
| 2020 | kwiecień        | Alessandro Mancini                                                                 | Grazia Zafferani                                                                   |
| 2020 | październik     | Alessandro Cardelli                                                                | Mirko Dolcini                                                                      |
| 2021 | kwiecień        | Gian Carlo Venturini                                                               | Marco Nicolini                                                                     |
| 2021 | październik     | Francesco Mussoni                                                                  | Giacomo Simoncini                                                                  |
| 2022 | kwiecień        | Oscar Mina                                                                         | Paolo Rondelli                                                                     |
| 2022 | październik     | Maria Luisa Berti                                                                  | Manuel Ciavatta                                                                    |
| 2023 | kwiecień        | Alessandro Scarano                                                                 | Adele Tonnini                                                                      |
| 2023 | październik     | Filippo Tamagnini                                                                  | Gaetano Troina                                                                     |
| 2024 | kwiecień        | Alessandro Rossi                                                                   | Milena Gasperoni                                                                   |
| 2024 | październik     | Francesca Civerchia                                                                | Dalibor Riccardi                                                                   |
| 2025 | kwiecień        | Denise Bronzetti                                                                   | Italo Righi                                                                        |